# Alberta Santuccio
Alberta Santuccio (Catania, 22 de octubre de 1994) es una deportista italiana que compite en esgrima, especialista en la modalidad de espada.
Participó en dos Juegos Olímpicos de Verano, obteniendo dos medallas en la prueba por equipos, bronce en Tokio 2020 (junto con Rossella Fiamingo, Federica Isola y Mara Navarria) y oro en París 2024 (con Rossella Fiamingo, Giulia Rizzi y Mara Navarria).
Ganó tres medallas de plata en el Campeonato Mundial de Esgrima, en los años 2022 y 2023, y cinco medallas en el Campeonato Europeo de Esgrima entre los años 2022 y 2025.
En los Juegos Europeos obtuvo dos medallas, bronce en Bakú 2015 y bronce en Cracovia 2023, ambas en la prueba por equipos.

## Palmarés internacional
| Juegos Olímpicos   | Juegos Olímpicos   | Juegos Olímpicos  | Juegos Olímpicos   |
| Año                | Lugar              | Medalla           | Prueba             |
| ------------------ | ------------------ | ----------------- | ------------------ |
| 2020               | Tokio (Japón)      | Medalla de bronce | Espada por equipos |
| 2024               | París (Francia)    | Medalla de oro    | Espada por equipos |
| Campeonato Mundial |                    |                   |                    |
| Año                | Lugar              | Medalla           | Prueba             |
| 2022               | El Cairo (Egipto)  | Medalla de plata  | Espada por equipos |
| 2023               | Milán (Italia)     | Medalla de plata  | Espada individual  |
| 2023               | Milán (Italia)     | Medalla de plata  | Espada por equipos |
| Juegos Europeos    |                    |                   |                    |
| Año                | Lugar              | Medalla           | Prueba             |
| 2015               | Bakú (Azerbaiyán)  | Medalla de bronce | Espada por equipos |
| 2023               | Cracovia (Polonia) | Medalla de bronce | Espada por equipos |
| Campeonato Europeo |                    |                   |                    |
| Año                | Lugar              | Medalla           | Prueba             |
| 2022               | Antalya (Turquía)  | Medalla de plata  | Espada por equipos |
| 2024               | Basilea (Suiza)    | Medalla de oro    | Espada por equipos |
| 2024               | Basilea (Suiza)    | Medalla de bronce | Espada individual  |
| 2025               | Génova (Italia)    | Medalla de bronce | Espada individual  |
| 2025               | Génova (Italia)    | Medalla de bronce | Espada por equipos |